# Arne Buch
Arne Buch er direktør for Buch Consult ApS, og var tidligere direktør for HC Odense. Han har tidligere haft samme stilling i GOG (1996-2009) og KIF Vejen (2010-2012), samt været formand for Divisionsforeningen Håndbold i ti år (1998-2008).